# ベルネーム＝ジューヌ画廊

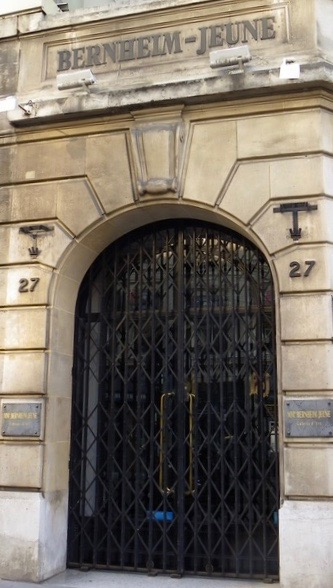
パリのマティニョン通りにある、現在のベルネーム＝ジューヌ画廊。

ベルネーム＝ジューヌ画廊（ベルネーム＝ジューヌがろう、Galerie Bernheim-Jeune）は、パリの画廊。印象派の画家を多く世に紹介したことで知られる。

## 概要
画廊を経営するベルネーム＝ジューヌ家は、18世紀にドゥー県ブザンソンで画材屋を営んでいたところまで遡ることができる。ジョセフ・ベルネーム （Joseph Bernheim, 1799年-1859年）の跡を継いだ息子のアレクサンドル・ベルネーム（Alexandre Bernheim, 1839年-1915年）は、この地を訪れたウジェーヌ・ドラクロワ、ジャン＝バティスト・カミーユ・コロー、ギュスターヴ・クールベといった画家たちと交友を持った。1863年、同郷のクールベの助言を受けて、アレクサンドル・ベルネームはパリに移り、ラフィット街に画廊を開いた。この画廊では、バルビゾン派の画家たちの作品が展示されたほか、1874年には、初めて印象派の作品が展示された。
1901年、アレクサンドルは、2人の息子ジョス・ベルネーム＝ジューヌ（Josse Bernheim-Jeune, 1870年-1941年）、ガストン・ベルネーム＝ジューヌ（Gaston Bernheim-Jeune, 1870年-1953年）とともに、美術批評家ジュリアン・ルクレールの助力を受けて、フィンセント・ファン・ゴッホの回顧展を行った。クールベの『世界の起源』をハンガリーのコレクターに販売したのもこの画廊であった。
1906年、ベルネーム兄弟は、マデレーン大通りに画廊を構え、ピエール・ボナール（1906年）、エドゥアール・ヴュイヤール（1906年）、ポール・セザンヌ（1907年）、ジョルジュ・スーラ（1908年）、キース・ヴァン・ドンゲン（1908年）、アンリ・マティス（1910年）、アンリ・ルソー（1916年）、ラウル・デュフィ（1921年）、モーリス・ド・ヴラマンク（1921年）、アメデオ・モディリアーニ（1922年）、モーリス・ユトリロ（1923年）、ジョルジュ・デュフレノワなど前衛の画家たちの作品を展示した。
1925年、画廊はマティニョン通りとフォーブル・サントノレ通りとの角に移転し、現在に至る。移転後店舗の開業は「19世紀と20世紀の名品展」で飾られ、フランス大統領ガストン・ドゥメルグが式典に出席した。